# Distretto di Gboe-Ploe
Il distretto di Gboe-Ploe è un distretto della Liberia facente parte della contea di Grand Gedeh.